# Arapahoe (Wyoming)
Pour les articles homonymes, voir Arapaho.
Arapahoe est une census-designated place du comté de Fremont, dans l’État du Wyoming, aux États-Unis. Sa population s’élevait à 1 656 habitants lors du recensement de 2010, dont une large majorité d'Amérindiens. Elle est située au sein de la réserve indienne de Wind River.

## Démographie
| Groupe                           | Arapahoe | Wyoming | États-Unis |
| -------------------------------- | -------- | ------- | ---------- |
| Amérindiens                      | 80,3     | 2,4     | 0,9        |
| Blancs                           | 16,9     | 90,7    | 72,4       |
| Métis                            | 1,9      | 2,2     | 2,9        |
| Autres                           | 1,0      | 4,7     | 23,8       |
| Total                            | 100      | 100     | 100        |
| Hispaniques et Latino-Américains | 4,3      | 5,9     | 16,7       |

Selon l'American Community Survey, pour la période 2011-2015, 84,33 % de la population âgée de plus de 5 ans déclare parler l'anglais à la maison, 1,13 % déclare parler l'espagnol, 14,54 % l'arapaho et 0,86 % une autre langue.